# Pikku Papuluoma
Pikku Papuluoma och Iso Papuluoma, eller Papuluomat är sjöar i Finland. De ligger i kommunen Kuusamo i landskapet Norra Österbotten, i den nordöstra delen av landet, 700 km norr om huvudstaden Helsingfors. Pikku Papuluoma ligger 268,1 meter över havet. Den är 21,85 meter djup. Arean är 50,4 hektar och strandlinjen är 3,74 kilometer lång. Sjön  ingår i Koundaälvens huvudavrinningsområde. 